# Paratophysis sericea
Paratophysis sericea là một loài bọ cánh cứng trong họ Cerambycidae.